# InnoGames
InnoGames GmbH è un'azienda di videogiochi tedesca fondata nel 2007 ad Amburgo dai fratelli Eike e Hendrik Klindworth e da Michael Zillmer. L'azienda tedesca si occupa principalmente di videogiochi per browser, alcuni dei quali successivamente pubblicati per Android e iOS.

## Storia
Prima di fondare la InnoGames, i fratelli Klindworth e l’amico Micheal Zillmer lavoravano per il gioco Tribals come hobby. Nel 2004 Tribals raggiunse migliaia di giocatori online (i quali successivamente superarono la soglia dei 50 milioni); con l'intento di cavalcare l’onda di popolarità e di profitti di questo nuovo e potenziale mercato, i Klindworth e Zillmer decisero nel 2007 di fondare un'azienda di videogiochi: la InnoGames.
Attualmente la InnoGames è una delle aziende di videogiochi per browser e app più note, grazie al successo di alcuni loro giochi, tra i quali si ricordano Forge Of Empires, Grepolis e The West.

## Videogiochi
- 2003: Tribals
- 2007: The West
- 2009: Grepolis
- 2012: Forge Of Empires
- 2014: Tribal Wars 2
- 2015: Elvenar
- 2016: Rise Of Cultures
- 2016: Sunrise Village
- 2017: Warlords Of Aternum

## Riconoscimenti
Deutscher Computerspielprei:
- Premio del 2012 al Miglior MMO strategico online a Forge Of Empires
- Premio del 2012 al Miglior MMO storico online a Grepolis
- Miglior browser game del 2013 a Forge Of Empires
- Browser game dell'anno 2008 e 2011 a The West

European Games Awards:
- Premio del 2011 al Miglior browser game a Grepolis